# 嵐よ叫べ
「嵐よ叫べ」（あらしよさけべ）は、水木一郎のシングル。1972年4月25日に日本コロムビアから発売された。型番はSCS-155。

## 概要
表題曲「嵐よ叫べ」は、特撮テレビドラマ『変身忍者 嵐』のオープニングテーマとして使用された。カップリングには、同じく水木一郎が歌う同作エンディングテーマ「われらは忍者」が収録されている。本作は、水木一郎が初めて歌った特撮主題歌である。水木一郎は『変身忍者 嵐』の第18話に山賊役で出演した（ただし、声は別人の担当）。

## 収録曲
※全作曲・編曲：菊池俊輔
1. 嵐よ叫べ
歌：水木一郎
作詞：石森章太郎
  - 特撮テレビドラマ『変身忍者 嵐』オープニングテーマ
2. われらは忍者
歌：水木一郎、コロムビアゆりかご会
作詞：伊上勝、八手三郎
  - 特撮テレビドラマ『変身忍者 嵐』のエンディングテーマ

## カバー
「アニメタル・マラソンII 特撮編」
アニメタルによるカバーヴァージョンの「嵐よ叫べ」を収録。